# Sikanderpur
Sikanderpur es un pueblo y nagar Panchayat situado en el distrito de Ballia en el estado de Uttar Pradesh (India). Su población es de 23986 habitantes (2011). 

## Demografía
Según el censo de 2011 la población de Sikanderpur era de 23986 habitantes, de los cuales el 51% eran hombres y el 49% eran mujeres. Sikanderpur tiene una tasa media de alfabetización del 58%, inferior a la media nacional del 59,5%: la alfabetización masculina es del 65%, y la alfabetización femenina del 49%.